# Антъни Леви
Антъни Леви (на английски: Anthony Levi) е английски свещеник, историк, преводач и писател, автор на произведения в жанра биография и исторически изследвания.

## Биография
Антъни Хърбърт Тайгър Леви е роденна 30 май 1929 г. в Руислип, Лондон, Англия, в семейство на търговци на вносни килими и текстил. Дядо му е еврейски търговец. Майка му е от семейство на свещеници. Завършва Приол Парк Колидж в Бат през 1946 г.
През 1949 г. Леви се присъединява към йезуитския орден. Обучава се в йезуитската академия в Оксфорд, после в Мюнхенското философско училище и в колежа на йезуитите Хейтрип в Лондон. Получава магистърска степен по изкуства през 1958 г. Ръкоположен е през 1962 г. През 1963 г. получава докторска степен по философия. От 1964 г. преподава в Campion Hall и в Christ Church в Оксфорд в периода 1966-1971 г. Завършва през 1970 г. „Френска филология“ в университета Уоруик, където след това преподава в продължение на година.
През 1971 г. напуска свещеничеството и започва да се занимава с историография. В периода 1971-1987 г. е преподавател по френска литература в университета „Сейнт Андрюс“, където се пенсионира. На 3 януари 1972 г. се жени за Марджъри Райли, с която имат 2 дъщери – Клаудия и Клариса.
Първата му книга „French Moralists: the theory of the passions“ е по неговата докторска степен по философия и е публикувана през 1963 г. Основна тема за историографията му става френският XVII век. Публикува книгите си „Кардинал Ришельо“ и „Луи XIV“ за емблематичните имена от този период. Работи и по ранния период, който представя в книгата си „Ренесанс и Реформация: интелектуалното начало“.
Антъни Леви умира от рак на 31 декември 2004 г. в Чипинг Нортън, Оксфордшър.

## Произведения
- French Moralists: the theory of the passions (1963)
- Cardinal Richelieu: And the Making of France (2000)
Кардинал Ришельо, изд.: ИК „Персей“, София (2007), прев. Стефан Аврамов
- Renaissance and Reformation: The Intellectual Genesis (2002)
- Louis XIV (2004)
- Erasmus: An Intellectual Life (2012)

## Преводи
- 1789 to the Present (1992)
- Guide to French Literature – Beginnings to 1789 (1993)